# سان بيدرو (البسيط)
بلدية سان بيدرو (بالإسبانية: San Pedro) هي بلدية تقع في مقاطعة البسيط التابعة لمنطقة كاستيا لا مانتشا وسط إسبانيا.

## الديموغرافيا
بلغ عدد سكان بلدية سان بيدرو 1.304 نسمة عام 2011 (وفقاً للمعهد الوطني الإسباني للإحصاء).
| 1.336 | 1.336 | 1.319 | 1.275 | 1.249 | 1.278 | 1.304 |